# Almost Human (album Voltaire’a)
Almost Human – drugi album studyjny amerykańskiego artysty rockowego Voltaire’a, wydany w 2000 roku przez wydawnictwo Projekt Records.
Utwory Dead Girls i The Headless Waltz pojawiły się później na albumie z największymi przebojami Voltaire’a Deady Sings!. Utwór God Thinks w wersji na żywo znalazł się na albumie Live!.

## Lista utworów
1. „Out of Reach”
2. „Dunce”
3. „Feathery Wings”
4. „Almost Human”
5. „God Thinks”
6. „Anastasia”
7. „Dead Girls”
8. „Underground”
9. „Ringo No Uta”
10. „The Headless Waltz”
11. „Alchemy Mondays”
12. „The Last Word”
13. „The Night”
14. „El Barquito (Sin Mosquito) De Nuez"